# Dacia 1800
Dacia 1800, uneori menționat eronat ca Dacia 18 în diverse surse, este un automobil produs de compania românească Dacia. Bazat pe modelul Renault 18, acesta a început să fie asamblat în 1978, fiind realizate sub 100 de unități, în principal pentru uz guvernamental. A fost prezentat și la „Târgul Internațional București” (TIB) în 1978.
Proiectul fusese gândit ca un succesor al modelului Dacia 1300, derivat din Renault 12. Totuși, în 1979, parteneriatul și licența de producție cu Renault au fost încheiate, iar modelul a fost abandonat.

## Istoric
Președintele Franței a efectuat o vizită în România în luna martie 1979, în cadrul căreia au fost semnate documente privind dezvoltarea cooperării economice româno-franceze. Printre acestea s-au numărat un contract și un acord-cadru care prevedeau asamblarea în România a modelului Renault 20 (într-o primă fază, 2.000 de unități), precum și construirea automobilului Renault 18. Acordul cadru includea și asamblarea pe teritoriul României, la uzina ARO din Câmpulung, a unui model pick-up bazat pe R18, echipat cu motoare importate direct din Franța.